# Ompok
Ompok — рід риб з родини Сомові ряду сомоподібних. Має 27 видів.

## Опис
Загальна довжина представників цього роду коливається від 10 до 50 см. Голова середнього або маленького розміру. Очі невеличкі. Грудні та черевні плавці помірні. Спинний плавець невеличкий, деякі з шипом. Анальний плавець великий, довгий, тягнеться до хвостового плавця. Хвостовий плавець роздвоєно.
Забарвлення коричневе, сріблясте, з металевим відтінком.

## Спосіб життя
Є пелагічними рибами. Вони зустрічаються всюди — в чистих і брудних річках, каналах, озерах, ставках і, просто, в резервуарах з водою. Активні вночі, але при тьмяному освітлення і великими ділянками затінених зон з'являтися вдень. Дрібні види збираються у зграї, великі є здебільшого одинаками. Є доволі ненажерливими хижаками. Живляться водними безхребетними, рибою і рослинними кормами. Після прийому їжі люблять «повалятися» на м'якому ґрунті.

## Розповсюдження
Поширені від Китаю до Індонезії.

## Акваріум
Для них потрібні акваріуми об'ємом від 20 до 150 літрів. На дно насипають дрібний пісок сірого кольору. Зверху кладуть камені і гіллясті корчі. 35-40 % площі засаджують рослинами. Бажано наявність плаваючих рослин на поверхні води.
У неволі годують шматочками риби, креветками, молюсками. Сусідами можуть бути великі коропові — лящеподібні барбуси, змієголови. З технічних засобів знадобиться невеликий внутрішній фільтр для створення слабкої течії, компресор. Температура утримання має становити 20-28 °C.

## Види
- Ompok bimaculatus
- Ompok binotatus
- Ompok borneensis
- Ompok brevirictus
- Ompok canio
- Ompok ceylonensis
- Ompok eugeneiatus
- Ompok fumidus
- Ompok goae
- Ompok hypophthalmus
- Ompok javanensis
- Ompok jaynei
- Ompok karunkodu
- Ompok leiacanthus
- Ompok malabaricus
- Ompok miostoma
- Ompok pabda
- Ompok pabo
- Ompok pinnatus
- Ompok platyrhynchus
- Ompok pluriradiatus
- Ompok rhadinurus
- Ompok siluroides
- Ompok sindensis
- Ompok supernus
- Ompok urbaini
- Ompok weberi